# Sway (canción de The Rolling Stones)
«Sway» —en español: «Influencia»— es una canción de la banda inglesa de rock The Rolling Stones de su álbum Sticky Fingers de 1971. También fue lanzada como lado B del sencillo «Wild Horses» en junio de 1971 (solo en Estados Unidos). Las ediciones iniciales contenían una toma alternativa, posteriormente fue incluida la versión del álbum.
Acreditada a Mick Jagger y Keith Richards, «Sway» es un blues lento y fue la primera canción grabada por la banda durante las sesiones en Stargroves. Fue grabada en el Estudio móvil de The Rolling Stones, en la casa de Mick Jagger ubicada en Newbury y en los Olympic Studios de Londres.
La canción cuenta con un solo de guitarra slide durante el puente, y un dramático y virtuoso solo sobre el final (ambos realizados por Mick Taylor). La guitarra rítmica es interpretada por Jagger, esta fue su primera participación como guitarrista en un álbum de los stones. El arreglo de cuerdas fue aportado por Paul Buckmaster, que también trabajó en otras canciones de Sticky Fingers. Richards aportó los coros pero no proporcionó ninguna guitarra a la pista. Se cree que Pete Townshend, Billy Nichols y Ronnie Lane también brindaron sus voces a la canción.
Los Stones la tocaron por primera vez en vivo durante un concierto en Columbus, Ohio, y luego en muchos de los espectáculos de la banda durante el A Bigger Bang Tour en 2006.
Una versión de siete minutos de «Sway» aparece en el álbum en vivo de Carla Olson y Mick Taylor llamado Too Hot for Snakes. Taylor estira bastante el solo, mientras que la versión de los Stones se desvanece en poco menos de cuatro minutos. (Ian McLagan toca el piano en esta versión).
Durante la gira de conciertos 50 & Counting de los Stones en 2013, la banda, acompañada por Mick Taylor como invitado, interpretó «Sway» durante los conciertos de Los Ángeles, Chicago y Boston. Estos conciertos marcaron la primera vez que Taylor tocó la canción en un concierto de la banda.

## Personal
Acreditados:
- Mick Jagger: voz, guitarra rítmica.
- Keith Richards: coros.
- Mick Taylor: guitarra líder, guitarra slide.
- Bill Wyman: bajo.
- Charlie Watts: batería.
- Paul Buckmaster: arreglo de cuerdas.
- Nicky Hopkins: piano.
- Pete Townshend: coros.
- Ronnie Lane: coros.
- Billy Nichols: coros.

## Versiones de otros artistas
- La canción fue versionada por la banda Overwhelming Colorfast, en su álbum recopilatorio Super Mixer: A Goldenrod Compilation, editado en 1996.[4]
- También Alvin Youngblood Hart realizó un cover de la canción en octubre de 1997, en el lanzamiento de River North Records: Paint It Blue: Songs Of The Rolling Stones.
- Albert Castiglia versionó la pista en su álbum Solid Ground, de 2014.[5]